# Homogrypinus oblongulus
Homogrypinus oblongulus là một loài bọ cánh cứng trong họ Corylophidae. Loài này được Reitter miêu tả khoa học đầu tiên năm 1908.